# ورزشگاه پوزنان
ورزشگاه پوزنان (به لهستانی: Stadion Miejski) ورزشگاهی است که در شهر پوزنان در کشور لهستان قرار دارد که ورزشگاه خانگی باشگاه فوتبال لخ پوزنان است.
این ورزشگاه در سال ۱۹۶۸ میلادی شروع به ساخت شده و در ۲۳ اوت ۱۹۸۰ تأسیس شده است. ظرفیت آن نیز ۴۱۶۰۹ نفر است.
همچنین مسابقات جام ملت‌های اروپا ۲۰۱۲ نیز در این ورزشگاه برگزار شده است.

## نگارخانه

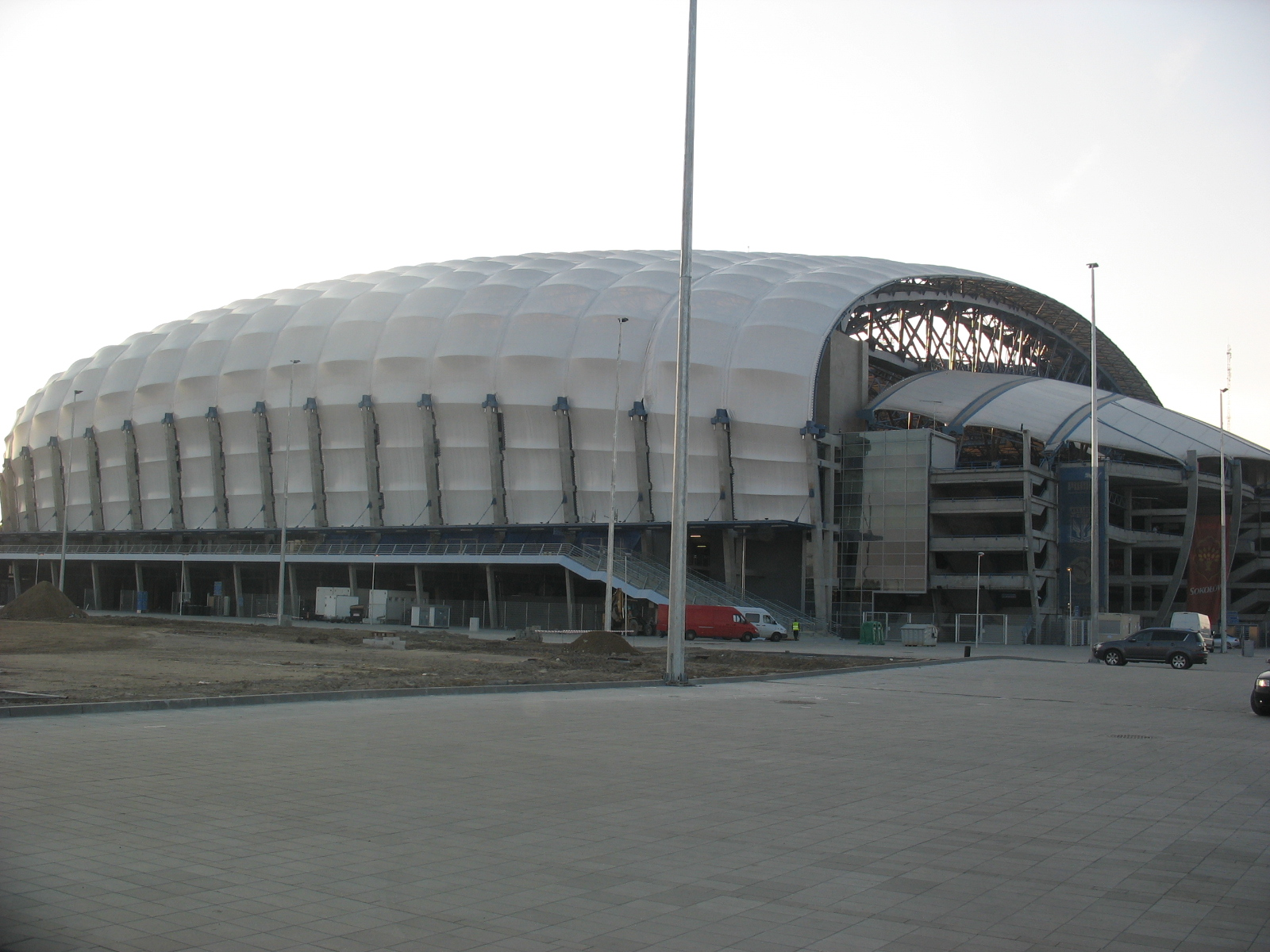
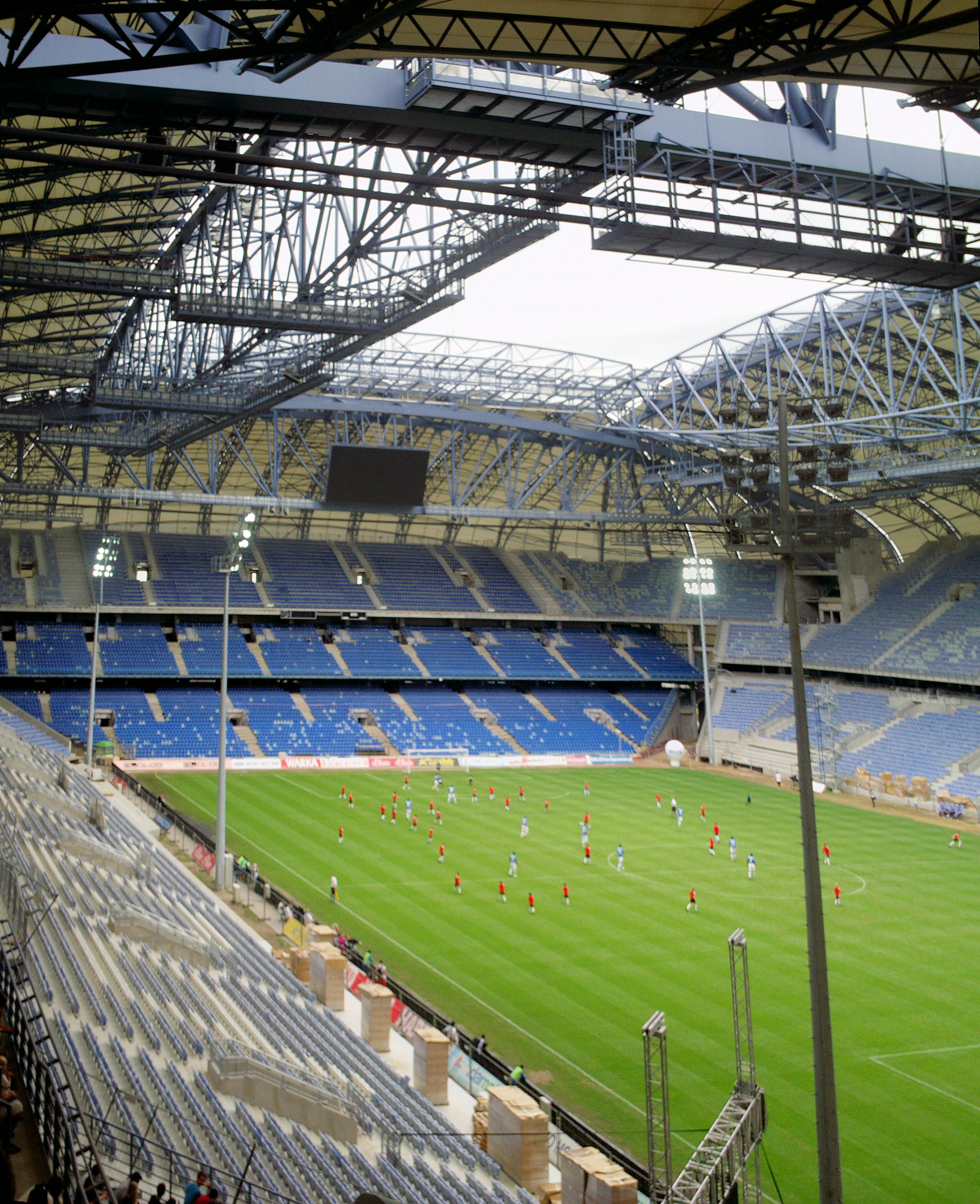
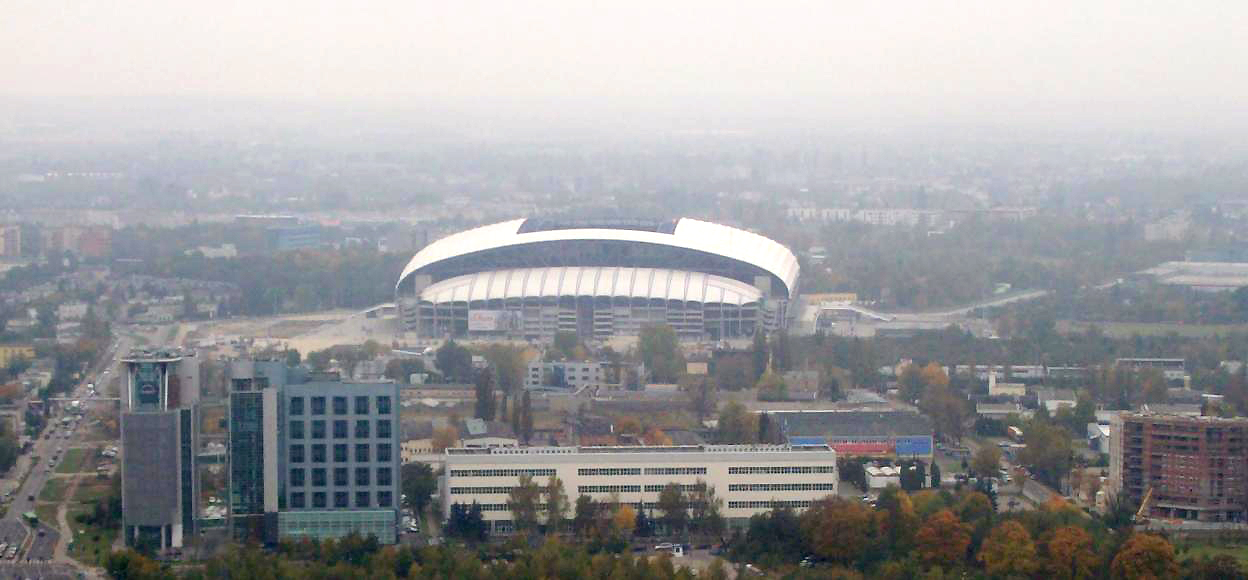
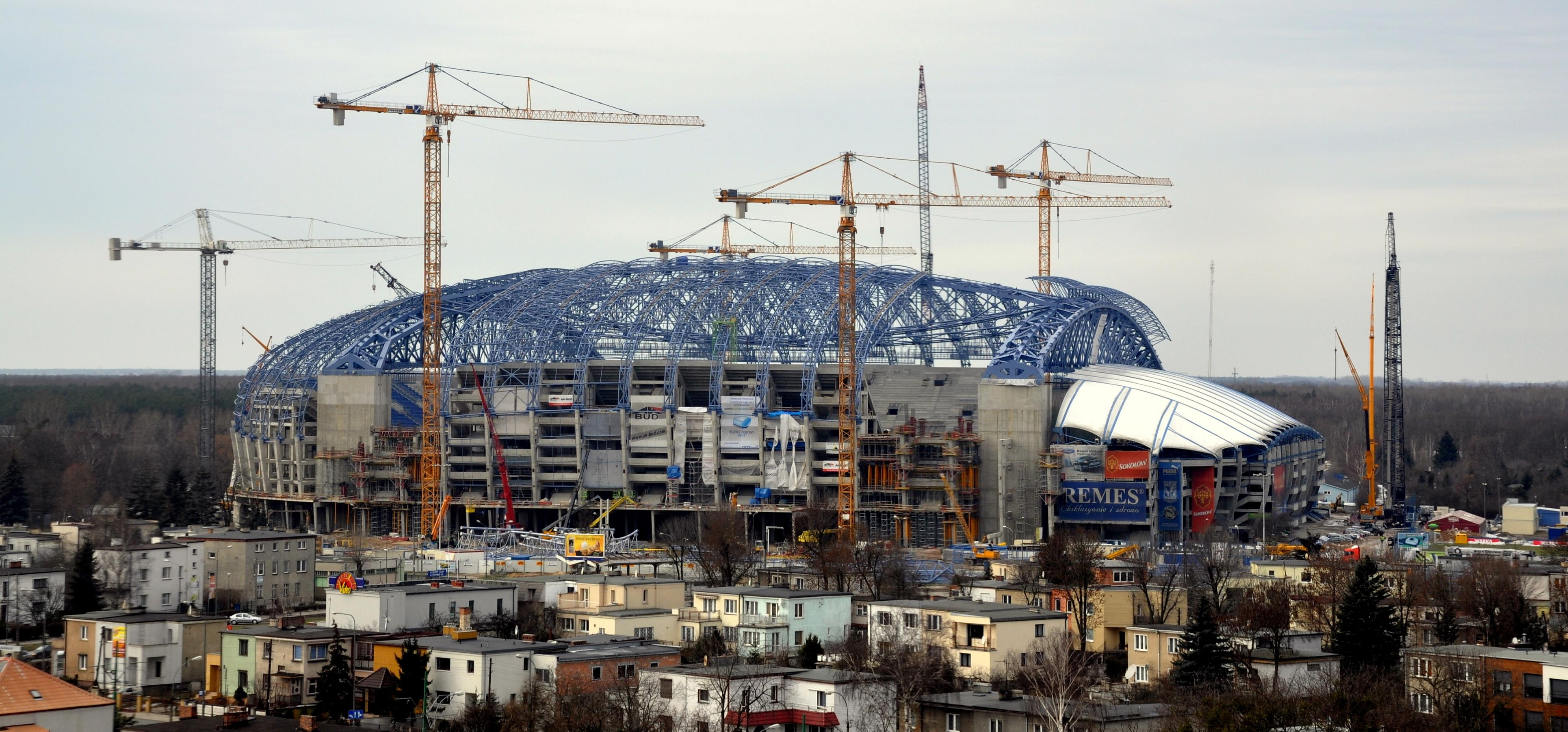
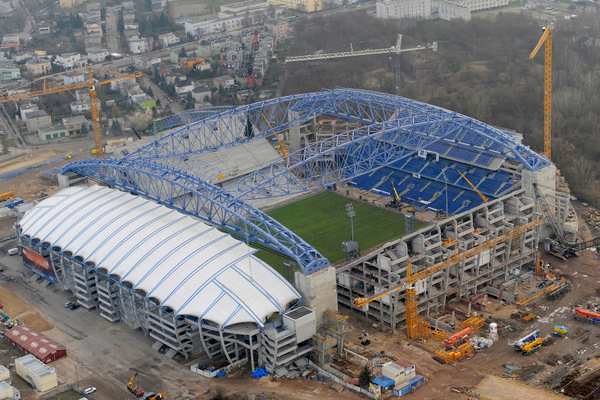